# Lista produkcji Gary Sanchez Productions
Chronologiczna lista filmów i seriali produkcji studia Gary Sanchez Productions:

## Filmy

### Wyprodukowane
- Prawo stopy i pięści (2006)
- Bracia przyrodni (2008)
- Jak by to sprzedać (2009)
- Policja zastępcza (2010)
- Skok na cnotę (2010)
- Tim and Eric's Billion Dollar Movie (2012)
- Casa de mi padre (2012)
- Wyborcze jaja (2012)
- Wieczór panieński (2012)
- Hansel i Gretel: Łowcy czarownic (2013)
- Legenda telewizji 2: Kontynuacja (2013)
- Tammy (2014)
- Witajcie u mnie (2014)
- Cienki bolek (2015)
- Zabójcza adopcja[1] (2015)
- Tata kontra tata[2] (2015)
- Szefowa (2016)
- Dom wygranych (2017)
- Co wiecie o swoich dziadkach? (2017)
- Ibiza (2018)
- Vice (2018)
- Holmes i Watson (2018)
- Eurovision Song Contest: Historia zespołu Fire Saga[3] (2020)

### Nadchodzące
- Hansel & Gretel: Witch Hunters 2[4][5] (TBA)
- Manimal[6] (TBA)
- Irredeemable[7] (TBA)
- Niezatytułowany film komediowy FBI[8] (TBA)
- Bad Blood[9][10][11] (TBA)

## Seriale
- Mogło być gorzej (2009–2013)
- Funny or Die Presents (2010–2011)
- Big Lake (2010)
- Drunk History (od 2013)
- Bad Judge (2014)
- The Chris Gethard Show (2015)
- No Activity (od 2017)
- LA do Vegas (2018)
- Sukcesja (od 2018)
- Motherland: Fort Salem (od 2020)
- Robbie (od 2020)